# Gob

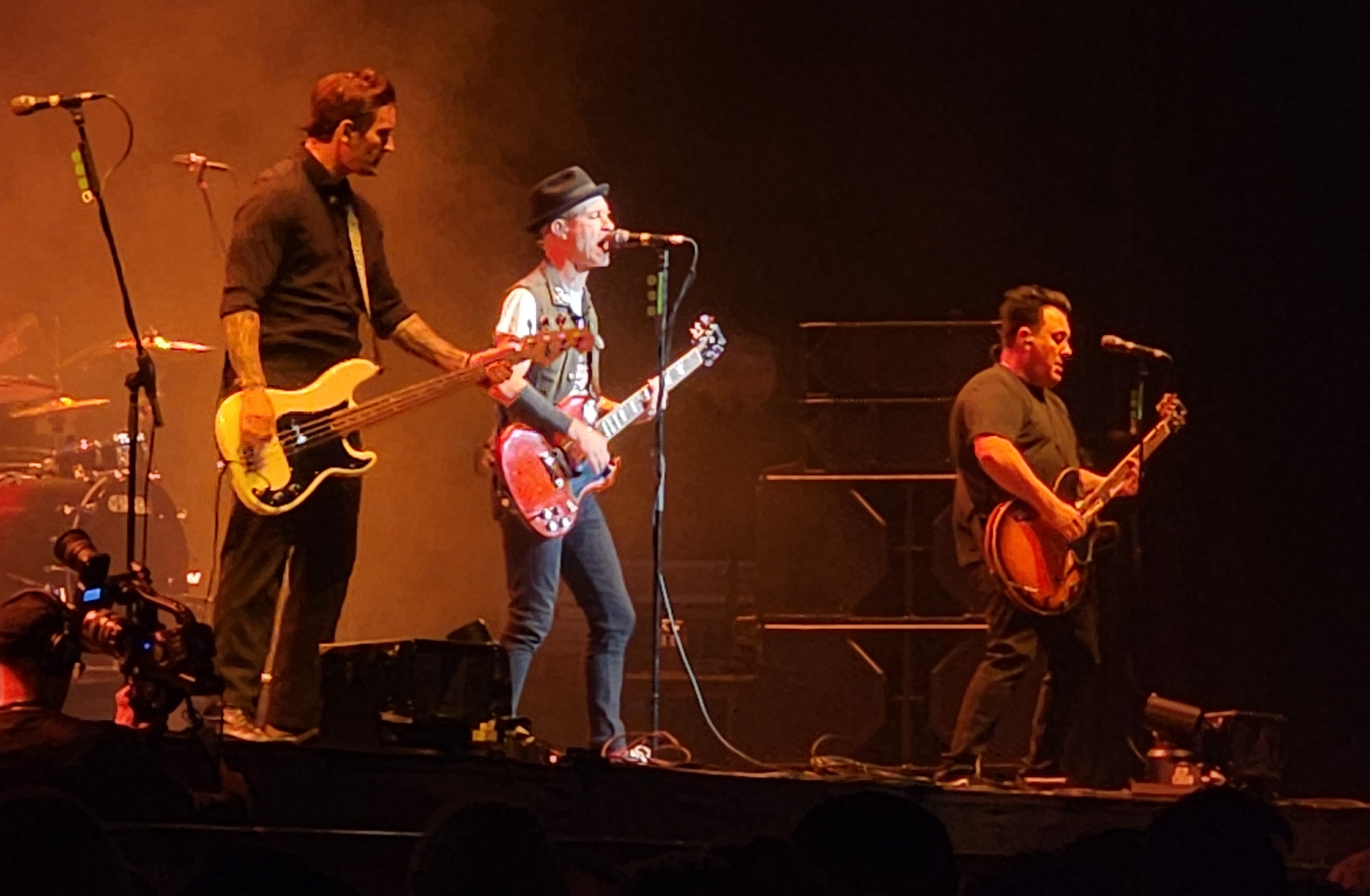
Gob beim Auftritt im Caesar's in Windsor, Juli 2023

Gob ist eine kanadische Pop-Punk-Band aus Vancouver, British Columbia.

## Geschichte
Gob wurde 1994 von Tom Thacker (Sum 41) (Gesang, Gitarre), Theo Goutzinakis (Gesang, Gitarre), Patrick Paszana (Schlagzeug) und Kelly Macauley (Bass) gegründet.
Einige Songs der Band wurden als Soundtracks für EA-Sports-Videospiele verwendet. So erlangte die Band durch ihre Singles I Hear You Calling (NHL 2002), Give Up the Grudge, I've Been up These Steps, Sick With You (alle NHL 2003) und Oh! Ellin (NHL 2004) zusätzliche internationale Präsenz.
Gob arbeiten eng mit der kanadischen Punk-Rock-Band Sum 41 zusammen. Gob-Mitbegründer Tom Thacker unterstützt Sum 41 seit 2007 regelmäßig bei Live-Auftritten. Andererseits ist Sum 41-Bassist "Cone" McCaslin seitdem häufig bei Gob zu hören.

## Diskografie
Alben
- 1994: Gob
- 1995: Too Late, No Friends
- 1997: Ass Seen on TV
- 1998: How Far Shallow Takes You
- 2001: World According to Gob (CA: Gold)[1]
- 2003: Foot in Mouth Disease (CA: Gold)
- 2007: Muertos Vivos
- 2014: Apt 13

EPs
- 2002: F.U. EP